# Piña Colada
En Piña Colada er en sød drink bestående af lys rom, ananasjuice og kokoscreme.[kilde mangler]

## Historie
Den første historie om den verdenskendte cocktail kan dateres tilbage til det 19. århundrede, hvor den puertoricanske pirat Roberto Cofresí forsøgte at øge sin besætnings morale ved at skænke dem en drink bestående af kokosnød, ananas og lys rom. Denne drik er dét, som vi i dag kender som en Piña Colada. Den oprindelige opskrift for cocktailen gik tabt, da Roberto Cofresí døde i 1825. Sådan berettes historien af historikeren Haydée Reichard.
Lidt over hundrede år senere, i 1930, udgives en opskrift for cocktailen i The Savoy Cocktail Book af Harry Craddock (en), hvor lys rom blendes sammen med kokosmælk, ananasjuice og is.

## Typiske ingredienser og opskriftsvariationer
Tekst mangler, hjælp os med at skrive teksten